# Vindö (typbåt)
Vindö är en typbåt av segelbåtar och motorseglare med skrov, som oftast i början byggdes i trä och senare i glasfiberarmerad plast och som tillverkades av Vindövarvet i Orusts kommun till 1987. 
Vindövarvet hade tillverkat bland annat fritidssegelbåtar sedan slutet av 1920-talet. Under 1950-talet tillverkade varvet många Folkbåtar i trä. Grundaren av Vindövarvet Carl Andersson (1895–1979) konstruerade 1961 den första båten med namnet Vindö, den åtta meter långa Vindö 28.
Den mest populära modellen var Vindö 32 från 1973.

## Modeller
- Vindö 28 (1961)
- Vindö 30 (1963)
- Vindö 18 (1963)
- Vindö 22 (1964)
- Vindö 50
- Vindö 40 (1971)
- Vindö 45 (1981)
- Vindö 32 (1972)
- Vindö Corsair 75 (1975)
- Vindö 65
- Vindö 90